# Brooklyn (Wisconsin)
Pour les articles homonymes, voir Brooklyn (homonymie).
Brooklyn est un village américain situé dans les comtés de Dane et de Green dans l’État du Wisconsin.

## Traduction
- (en) Cet article est partiellement ou en totalité issu de l’article de Wikipédia en anglais intitulé « Brooklyn, Wisconsin » (voir la liste des auteurs).